# سالي روبرتس جونز
سالي روبرتس جونز (بالإنجليزية: Sally Roberts Jones)‏ هي ناقدة أدبية وكاتِبة وشاعرة بريطانية، ولدت في 30 نوفمبر 1935 في لندن في المملكة المتحدة.